# Коста Христич
Коста Христич (Белград, 10 квітня 1852 —  Белград, 5 березня 1927) — сербський юрист і дипломат, міністр юстиції.

## Життєпис
Народився в Белграді. Син міністра та прем'єр-міністра Ніколи Христича  та Юліани, вродженої Хаджі-Йованович, у сім'ї, що мала дванадцять дітей. По матері він був правнуком Томо Вучіча Перишича.
Закінчив чотирикласну Теразійську початкову школу в Белграді у вчителя Паї Векецького, а потім шестикласну середню школу. Закінчив юридичний факультет Великої школи, до якої поступив у 1867. Згодом вивчав право в Німеччині (Берлін, Гейдельберг, 1872) та Франції.
Три роки працював у суді у Валєво, а потім у Вароському суді в Белграді. Потім був секретарем посольства Сербії в Константинополі (1883), генеральним консулом у Салоніках (1889— 1890), головою Міністерства закордонних справ (1888 і 1894). Був послом Королівства Сербія в Бухаресті (1895), Римі (1899) та Відні (1900 — 1903). Був міністром юстиції в уряді Владана Джорджевича (1897 — 1899).
Перекладав п'єси, які ставилися в Національному театрі в Белграді в період 1870 — 1907. 
У першому сезоні 1869/1870 була зіграна драма Скрибова «Син Кромвеля» у його перекладі.
Написав книгу спогадів "Записи старог Београђанина" ("Нотатки старого белградця"), видану двома томами в 1923 і 1925. Він Христич присвятив цю книгу пам’яті свого батька Ніколи Христича.
Був одружений з Лепосавою (1859 — 1958), уродженою Зівадінович, мав синів академіка та композитора Стевана Христича (1885 — 1958), дипломата Бошка Христича (1889 — 1941) та доньку Єлицю, дружину генерала армії Мілутина Недича.